# Совєтський район (Ханти-Мансійський автономний округ)
Совє́тський район (рос. Советский район) — адміністративна одиниця Ханти-Мансійського автономного округу Російської Федерації.
Адміністративний центр — місто Совєтський.

## Населення
Населення району становить 48460 осіб (2018; 48059 у 2010, 44720 у 2002).

## Адміністративно-територіальний поділ
На території району 7 міських поселень та 1 сільське поселення:
| Поселення                        | Площа, км² | Населення, осіб (2002) | Населення, осіб (2010) | Населення, осіб (2017) | Центр            | Населені пункти |
| -------------------------------- | ---------- | ---------------------- | ---------------------- | ---------------------- | ---------------- | --------------- |
| Агіриське міське поселення       | -          | 2831                   | 2856                   | 2296                   | Агіриш           | 1               |
| Зеленоборське міське поселення   | -          | 2209                   | 2379                   | 2233                   | Зеленоборськ     | 1               |
| Комуністичеське міське поселення | -          | 2638                   | 2423                   | 2019                   | Комуністичеський | 1               |
| Малиновське міське поселення     | -          | 3596                   | 3700                   | 3405                   | Малиновський     | 2               |
| Піонерське міське поселення      | -          | 5245                   | 5390                   | 4957                   | Піонерський      | 1               |
| Совєтське міське поселення       | 383,26     | 23230                  | 26495                  | 29456                  | Совєтський       | 1               |
| Тайожне міське поселення         | -          | 2526                   | 2370                   | 2074                   | Тайожний         | 1               |
| Аляб'євське сільське поселення   | -          | 2438                   | 2446                   | 2275                   | Аляб'євський     | 1               |
| міжселенна територія             | -          | 7                      | -                      | -                      | -                | 1               |

## Найбільші населені пункти
| № | Населений пункт  | Населення, осіб (2002) | Населення, осіб (2010) |
| - | ---------------- | ---------------------- | ---------------------- |
| 1 | Совєтський       | 23 230                 | 26 495                 |
| 2 | Піонерський      | 5 245                  | 5 390                  |
| 3 | Агіриш           | 2 831                  | 2 856                  |
| 4 | Малиновський     | 2 621                  | 2 755                  |
| 5 | Аляб'євський     | 2 438                  | 2 446                  |
| 6 | Комуністичеський | 2 638                  | 2 423                  |
| 7 | Зеленоборськ     | 2 209                  | 2 379                  |
| 8 | Тайожний         | 2 526                  | 2 370                  |